# 石狩モノレール
石狩モノレール（いしかりモノレール）とは、北海道札幌市から石狩市を結ぶ鉄道構想の一つで、1985年に計画されたモノレール計画。本項では、モノレールと合わせて検討された各種軌道交通の検討案についても記述する。

## 背景
石狩市は北海道で唯一の100万人都市である札幌市に隣接し、ベッドタウン化が進んでいる都市であるが、公共交通機関が路線バスしか無く、冬季、降雪にダイヤが左右されない鉄道の建設を悲願としてきた。1950年代には、石狩町（当時）が一部出資して石狩鉄道株式会社（後の札幌臨港鉄道株式会社）が設立され、建設に着手するものの資金不足で頓挫した歴史も持つ。
その後1972年には国の石狩湾新港地域開発基本計画に札幌から石狩湾新港までの高速軌道延伸計画が盛り込まれるなど、さまざまな輸送機関の計画が立案された中で浮上してきたのが、1985年に日本モノレール協会が発表した石狩モノレール構想である。石狩町が1984年より建設省や北海道開発庁などにモノレール建設の陳情を行い1985年2月にモノレール協会にモノレール採算性調査を依頼し、6月に調査結果をまとめた。現実的な構想に前向きとなった石狩町議会（当時）は、同年12月に都市モノレールの導入促進を求める決議を可決している。この間、三菱重工業が1984年12月から1985年3月にかけ石狩町樽川の原野にて懸垂式モノレール軌道の耐寒試験を行い、軌道桁への雪の吹込みや凍結が見られず寒冷地への適性を確認しており、その後1999年2月から2000年3月にかけても再度三菱が北海道開発技術センターとモノレール軌道の耐寒試験を行い安全性を確認している。石狩町側が熱心な協力要請や陳情活動を行う一方で、札幌市が採算性を重視して消極的姿勢をとったことが計画が円滑に進まない要因の一つとなっていた。

## 検討内容
石狩市の最寄り駅となる札幌市営地下鉄駅は麻生駅、栄町駅でありこのどちらかの駅に接続するモノレールや、また発寒駅や新琴似駅から分岐する鉄道路線が複数の団体で検討・試算され、1989年には「石狩町都市モノレール等推進協議会」を発足、93年には等を外した都市モノレール推進協議会、97年には「石狩市軌道系交通機関推進協議会」に改称されている。
北海道新長期総合計画検討（1984-1986年）
北海道新長期総合計画の検討時に札幌近郊での新交通体系の整備案として新札幌-千歳空港間と麻生駅-石狩町間等のモノレール路線の検討を3年間行った。その後正式計画では陸上交通についてリニアモーターカー路線を整備する「新世紀型高速交通システム」を盛り込むのみにとどまった。
日本モノレール協会（1985年）
1985年6月の日本モノレール協会による「石狩モノレール調査概要報告」では、石狩町中心部から札幌市北部の間で以下の3ルートを選定した。
1. 麻生駅 - 追分通 - 花川通 - 防風林（花川防風林）側道 - 石狩町中心部（9.6㎞）
2. 栄町駅 - 屯田通 - 追分通 - 花川通 - 防風林（花川防風林）側道 - 石狩町中心部（10.6㎞）
3. 麻生駅 - 創成川通り - 札幌市北区屯田町 - 石狩町中央通り防風林側道 - 石狩町中心部（10.4km）

1985年秋時点では当時38,000人の人口を擁した花川団地の住民8割が札幌へ通勤することから採算が取れるとし石狩町は1986年度の国の予算に対し調査費を要請した上で1988年度着工、1991年度開業の計画で延伸元となる札幌市議会にも協力を求めていた。
新交通システム検討委員会（1988-91年）
1988年に石狩-札幌市北部の他札幌市北区屯田-南区川沿・白石区元町-中央区山鼻・広島町大曲-白石区厚別副都心の4ルートで軌道交通整備を含む札幌圏の交通網整備の調査のため北海道や札幌市などが協力し「新交通システム検討委員会」を立ち上げ、石狩湾新港-花川-栄町間でのガイドウェー式新交通システム案で建設費1,059億円・1日あたり14.7万人の利用を算出、その後1991年5月の新交通システム検討委員会最終報告ではモノレールまたはガイドウェー式新交通システムで検討し2003年開業で最も要望の高い石狩ルートの2010年利用人員14.7万人・黒字転換には新交通システムの採算目安とされる20年間を超える25年から27年と算出し早期着工困難の結論とした。
北海道による鉄道案（1993-2004年）
1993年5月の北海道の試算では新琴似駅から分岐し国道231号沿いに北上し西へ向かう9kmのルートで在来鉄道方式の建設を行い1kmあたりの工費を30-40億円として新交通システムの3-4割減で開業7年後の黒字を見込み、建設費は半額を自己資本とし残りを国から無利子融資とした場合25年目での完済で無利子割合が25%または皆無の場合は30年以内の完済は困難とした。また1999年6月には北海道が発寒駅からの分岐案について札幌駅への鉄道直接乗り入れを断念し発寒駅乗り換えへの転換を表明、石狩市役所から発寒中央までの11kmに高架単線と6駅を設け総工費790億円で2015年の1日乗客数を2.8万人としていたが補助貸付を最大化しても黒字化までに47年が必要となることから建設費の4分の1を占める札幌-発寒間の電気信号設備費を削減するとしたが、その後2004年には鉄道事業化は困難と判断された。
札幌北部圏軌道系等導入基本調査委員会（1995-1996年）
1995年には札幌北部圏軌道系等導入基本調査委員会が発足し、1996年に発寒を起点とする鉄道1ルートと北区新琴似・麻生または東区栄町を起点とするモノレール2ルートに絞り込み、いずれも石狩町役場を経由し石狩湾新港まで約10kmのルートを想定したが「どのコースを選定しても採算性や事業主体の確保に目処が立たない」とし1999年の開業目標の達成は困難とされた。
札幌圏都市モノレール開発研究会（1998年）
三菱重工業・大成建設等による民間研究グループ「札幌圏都市モノレール開発研究会」の調査では懸垂式モノレール4両編成で麻生起点または栄町起点の2ルートで石狩市役所までの約10kmの建設を想定し建設費はいずれも単線482億円・複線660億円、運賃は250円均一とし1日利用客4万人または8万人のケースで試算し複線利用者8万人で初年度から5.4億円の黒字を見込む一方、複線1日4万人の場合7年目・単線1日4万人で4年目の黒字転換と算出。この試算に対し札幌市は「建設費や人の動きの細かい実証が必要」、北海道交通企画課は「駅舎などの建設費がかさむ可能性がある」と指摘した。
日本鉄道建設公団（1998年）
日本鉄道建設公団へ委託したルート調査では、石狩市役所を拠点に在来鉄道案として単線鉄道で市役所から一旦石狩湾新港付近を経由し道道札幌北広島線と並行する11.0kmの「追分ルート新港経由」と道道手稲石狩線に並行しつつ花川南付近から新港経由ルートと重なる10.1kmの「追分ルート道道手稲石狩通り経由」の2案、モノレール案として跨座式複線で市役所から北区屯田町・東区栄町を経由し地下鉄栄町駅を結ぶ10.9kmの「栄町ルート」と屯田町から国道231号に沿って地下鉄麻生駅を結ぶ11.2kmの「麻生ルート」の2ルートで比較を行い以下の見積もりが行われた。
| 方式       | ルート           | 路線長 | 本線建設費 （1kmあたり額） | 車両基地建設費 | 合計建設費 （1kmあたり額） | 車両費  | 1日利用者 |
| ---------- | ---------------- | ------ | -------------------------- | -------------- | -------------------------- | ------- | --------- |
| 鉄道       | 新港経由         | 11.0km | 375億円（34.0億円）        | 103億円        | 478億円（43.4億円）        | 85億円  | 5.3万人   |
| 鉄道       | 手稲石狩通り経由 | 10.1km | 394億円（38.9億円）        | 112億円        | 506億円（49.9億円）        | 85億円  | 5.3万人   |
| モノレール | 栄町             | 10.9km | 749億円（68.8億円）        | 87億円         | 836億円（76.7億円）        | 116億円 | 9.3万人   |
| モノレール | 麻生             | 11.2km | 787億円（70.5億円）        | 89億円         | 876億円（78.4億円）        | 116億円 | 9.4万人   |
札幌市総合交通対策調査審議会専門部会（1999年）
1999年の札幌市総合交通対策調査審議会専門部会での試算ではモノレールの他LRTと比較を行い、2005年着工2010年開業の想定で第三セクター運営としモノレールは栄町起点と麻生起点、LRTは道路幅の広い栄町起点のみで比較し以下の利用見込みが算出されており、モノレールで札幌市内のみ営業の場合建設費の大半が国の補助対象となり初年度からの黒字化が見込まれる一方石狩市までの延伸の場合は工費の増額に見合った利用客数の増加が見込めず短期的な採算が取れないとした。
| 方式       | ルート        | 建設費    | 1日利用者 | 黒字化までの期間 |
| ---------- | ------------- | --------- | --------- | ---------------- |
| モノレール | 栄町-札幌市内 | 640億円   | 4-5万人   | 1年              |
| モノレール | 麻生-札幌市内 | 400億円   | 4-5万人   | 1年              |
| モノレール | 栄町-石狩市内 | 1,070億円 | 5.5-6万人 | 21年             |
| モノレール | 麻生-石狩市内 | 1,040億円 | 5.5-6万人 | 24年             |
| LRT        | 栄町-札幌市内 | 340億円   | 2.6万人   | 10年             |
| LRT        | 栄町-石狩市内 | 530億円   | 3.5万人   | 27年             |
官民連携手法による新たな軌道系交通の導入可能性調査（2023-24年）
2023年には石狩市が国土交通省の「先導的官民連携支援事業」の補助金を用いて都市型ロープウェイを中心とした軌道交通の再検討を公表し、石狩市内で発電された再生可能電力を活用した脱炭素型の運営とし軌道ルートを用いて電力網を構築し近隣市町村への配電も行う計画とし、日本総合研究所に委託し調査を実施。普通電気鉄道・跨座式モノレール・LRT・都市型自走ロープウェイ・BRTを候補に比較し自走ロープウェイが最適と判断し、ルートは以下の手稲駅・麻生駅・元町駅各駅連絡の3ルートで比較されいずれも単独での投資回収は困難とされ40年間で最低248億円の累積赤字が見込まれ、運営形態については上下分離またはPFIコンセッション方式が有効とされた。
| ルート （札幌側連絡駅） | 路線長 | 1日利用者 （平日/休日） | 年間利用者 | 車両費 （車両数）  | 建設費 （1kmあたり額） | 40年累積赤字額 |
| ----------------------- | ------ | ----------------------- | ---------- | ------------------ | ---------------------- | -------------- |
| Aルート （手稲駅連絡）  | 12.8km | 平2,704 休782           | 76万人     | 10.8億円 （54台）  | 232.1億円 （18.1億円） | 501.6億円      |
| Bルート （麻生駅連絡）  | 12.5km | 平9,986 休4,988         | 305.5万人  | 37.4億円 （187台） | 266.9億円 （21.3億円） | 248.8億円      |
| Cルート （元町駅連絡）  | 13.5km | 平1,960 休1,179         | 58.5万人   | 8億円 （40台）     | 252億円 （18.7億円）   | 543.2億円      |

## 利便性に関する意見
1997年の北海道新聞による石狩市民への電話調査では札幌方面に望む理想的な交通体系について地下鉄南北線延伸48.0%、麻生からのモノレール29.3%、発寒からのJR線延伸7.3%、栄町からのモノレール2.7%といった結果が出ている。
石狩市には住宅地としての核は無く、多くの乗客が路線バス→モノレール→地下鉄→地上部…という手段で札幌中心部に向かうこととなる。このため上下方向の移動距離がきわめて長くなること、また初乗り料金が3回加算され運賃が高額になることから、利便性が劇的に向上するとまでは言えないのではないかと指摘する意見もある。
一方、冬場の路線バスは、降雪に伴う渋滞により慢性的に遅延状態となり、乗客が何十分も氷点下10度以下の路上でバスを待ち続ける状況も珍しいことではない。このため、多少不便で高額でもモノレールがあれば利用したいという意見もある。

## 今後の見通し
1990年代に盛んに議論されたものの、2000年代中盤時点では石狩市の財政難や人口増加の鈍化により議論が停滞しており、以降も凍結状態となっている。札幌市周辺の人口が減少傾向にあり、また札幌市中心部への回帰現象が見られることから、今後新たな中量級の新交通システムを計画し導入することは困難であるとされている。このため路線バスのシステム化などが検討されている。